# Legion of Boom

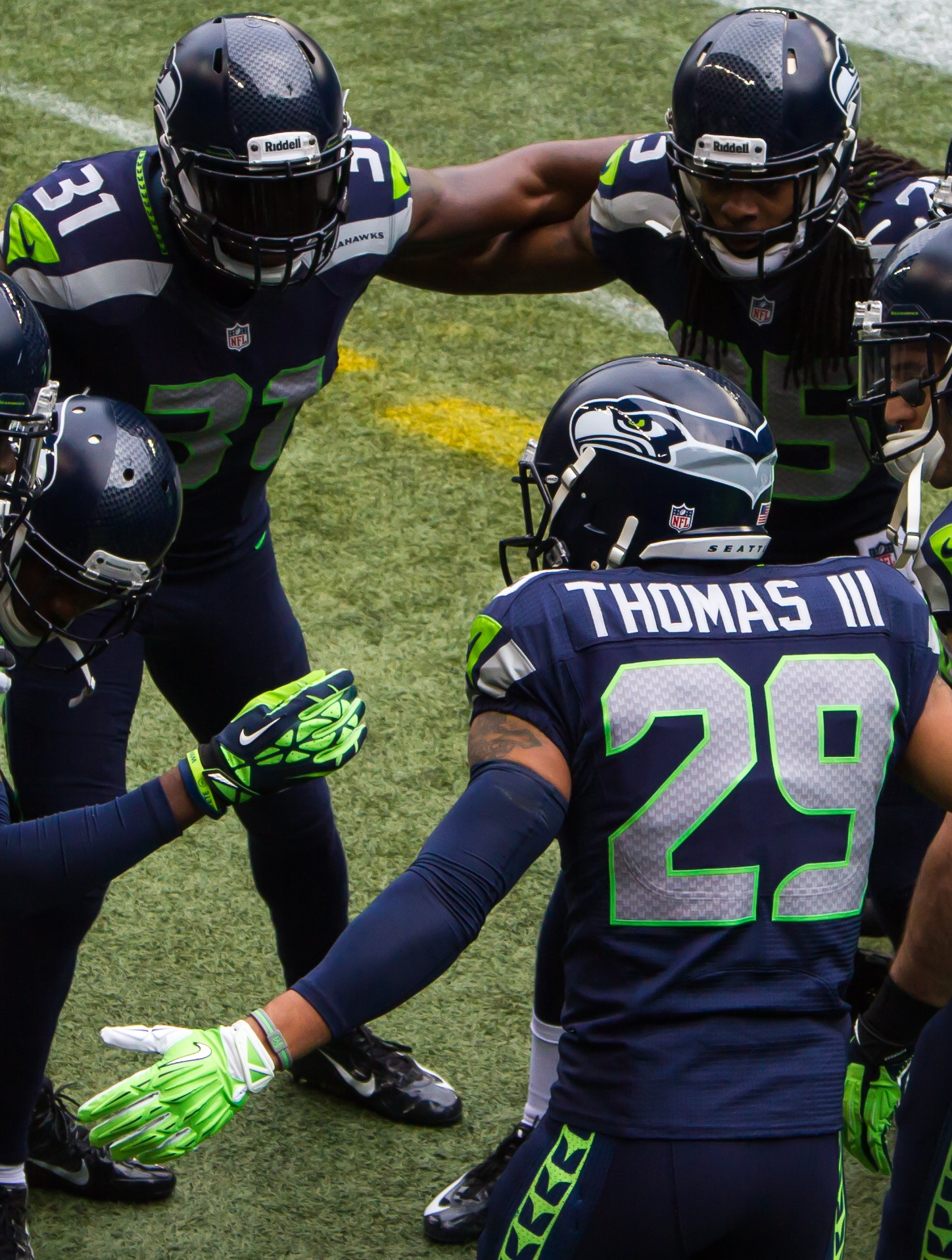
Chancellor (#31), Sherman (#25) et Thomas (#29) font partie de la Legion of Boom.

La Legion of Boom est le surnom des safeties et des cornerbacks des Seahawks de Seattle entre 2011 et 2017.
Elle a notamment désigné le cornerback Richard Sherman ainsi que les safeties Kam Chancellor et Earl Thomas. Ces joueurs ont la réputation d'être bien placé statistiquement dans de nombreuses catégories défensives de la National Football League (NFL).
Le couronnement de ce groupe de joueurs est la victoire de leur équipe lors du Super Bowl XLVIII.